# Liézey
Liézey é uma comuna francesa na região administrativa de Grande Leste, no departamento de Vosges. Estende-se por uma área de 13,27 km². Em 2010 a comuna tinha 301 habitantes (densidade: 22,7 hab./km²).